# Pinguin regal
Pinguinul regal (Aptenodytes patagonicus) este al doilea ca mărime dintre speciile de pinguini din lume. Clocește în colonii uriașe pe insulele din jurul Antarcticii, unde apele din apropierea țărmului sunt bogate în pești și sepii. Pinguinul regal își petrece majoritatea vieții în mare. Vizitează insulele din jurul Antarcticii doar în perioada de reproducere. Având corpul hidrodinamic, înoată mai repede decât zboară unele păsări.

## Habitat
Țara pinguinului regal se află la 40° latitudine sudică , unde furtunile sosite din vest se dezlănțuie deasupra valurilor uriașe. Păsările trebuie să reziste la iernile lungi, când soarele este de-abia vizibil. În extremitatea sudică solul este acoperit de regulă de un strat gros de zăpadă, însă pinguinii trăiesc la nord de regiunile acoperite cu ghețuri permanente unde își găsesc tot anul hrană. Pinguinii alunecă cu grație în apa rece ca gheața. Îndemănarea subacvatică se contrazice puternic cu mișcările neîndemâmatice de la nivelul solului. Această specie de pinguin clocește în colonii mari, în regiunile de coastă din aria sa de răspândire. Aici vara cresc puține plante, iar iarna peisajul este acoperit de un strat continuu de zăpadă.

## Mod de hrănire și vânătoare
Pinguinul regal carnivor este un vânător îndemânatic, ce prinde pești cu ciocul său recurbat și tăios. Excrescențele prezente pe partea interioară a faringelui și pe limbă, permit prinderea sigură a prăzilor alunecoase. Pinguinul elimină excesul de apă salină din cioc prin compresie. În perioada decembrie-februarie pinguinii regali vizitează apele din apropierea insulelor Falkland, Georgia de Sud, pentru a căuta hrană. Se aventurează până la hotarul ghețurilor plutitoare și prind peștii ce vin la suprafața apei  să consume fitoplancton (masă de particule minuscule vegetale), ce crește datorită acțiunii razelor solare. Oferta bogată de hrană ajută pinguinii să acumuleze un strat gros de grăsime, pentru lunile reci de iarnă. Foca-leopard este cel mai mare inamic al pinguinului regal. Dacă un grup de pinguini observă un prădător, păsările înoată rapid la mal, iar în același timp lovesc apa cu “înotătoarele”. Panica și zgomotul induc în eroare foca-leopard, astfel poate prinde doar exemplarele mai slabe.

## Caracteristici de alcătuire
- Aripile: sunt puternice, robuste, cu formă de înotătoare și propulsează pasărea sub apă asemănător unei elice.
- Picioarele: în apă, în timpul vânătorii servesc la ghidare. Sunt foarte bine vascularizate și astfel sunt potrivite pentru menținerea ouălor la cald și clocirea acestora.
- Penajul: penele cu lungimea de 6 cm, acoperite de sebum, alcătuiesc un strat protector pe întreg corpul. Acest strat protejează pasărea față de frig și umiditate și păstrează căldura atât pe uscat cât și în apă. Puii au un penaj pufos, ce este prezent până la vârsta de un an, când li se dezvoltă penajul de adult.
- Ciocul: este lung, ușor recurbat și tăios, ideal pentru prinderea prăzilor.

## Reproducerea

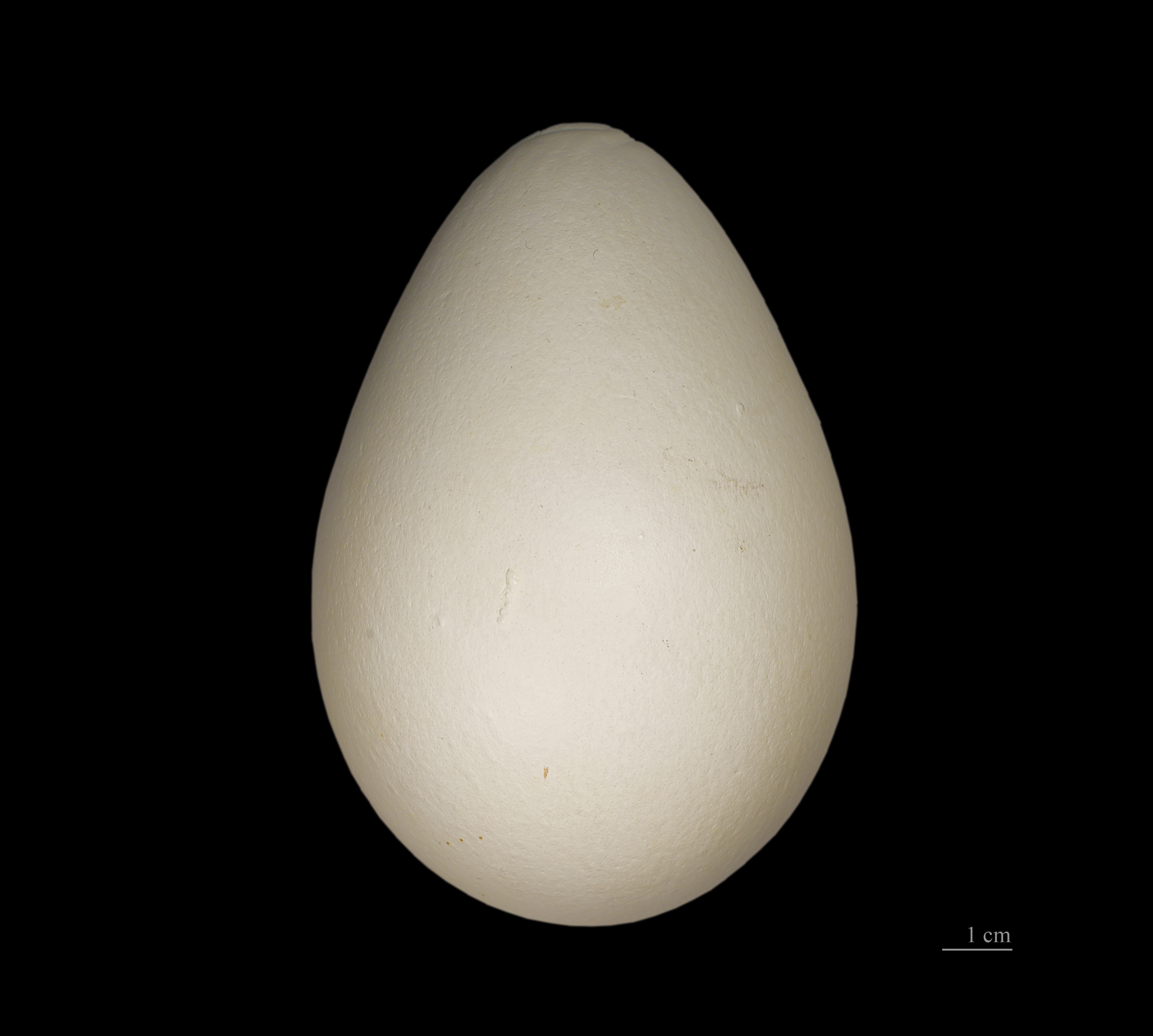
Oul pinguinului regal

Primăvara pinguinii ies pe uscat și năpârlesc încă înaintea începerii perioadei de clocit. În aproximativ două săptămâni penajul vechi va fi schimbat cu unul nou, strălucitor. După aceasta păsările sunt pregătite pentru reproducere. Femela depune un singur ou la fiecare doi ani,  , în luna noiembrie sau chiar primăvara. După aceasta intră în mare pentru o lungă perioadă, pentru a se hrăni. Masculul ține oul pe labele picioarelor și îl menține cald acoperindu-l cu un pliu cutanat. Timp de două săptămâni masculii nici nu se mișcă. După revenirea femelei oul este încălzit de ambii părinți. Puiul apare după aproximativ opt săptămâni. În ciuda stratului gros de pene pufoase, părinții îl poartă pe labele picioarelor, până când acesta își poate regla singur temperatura corporală. Când atinge o anumită vârstă, puiul își părăsește părinții și formează  “grădinițe” cu celelalte păsări tinere. Micul pinguin atinge 80% din greutatea adulților, însă după lunile de iarnă, acest procent scade la 40%. Până în primăvară își atinge greutatea finală și i se dezvoltă și penajul de adult. În decembrie părăsește definitiv cuibul și practic este capabil să se îngrijească singur.